# Плетерє (Кршко)
Плетерє (словен. Pleterje) — поселення в общині Кршко, Споднєпосавський регіон, Словенія. Висота над рівнем моря: 285,2 м.